# Juan Carlos Giordano
Juan Carlos "Gringo" Giordano (General Cabrera, Argentina, 1962) es un abogado y político argentino y dirigente del partido Izquierda Socialista integrante de la Unidad Internacional de los Trabajadores - Cuarta Internacional (UIT-CI). Es el actual director del periódico El Socialista y fue diputado nacional por el Frente de Izquierda y de los Trabajadores en dos ocasiones, a través del acuerdo de rotación de dicho frente.

## Biografía
Juan Carlos Giordano es abogado, casado y se domicilia en Lanús Este, Provincia de Buenos Aires. Forma parte del Encuentro Memoria Verdad y Justicia, y fue abogado de Ruben Sobrero.

## Desempeño electoral
Participó en las Elecciones legislativas de Argentina de 2013 como candidato a Diputado Nacional junto a Nestor Pitrola (Partido Obrero) y Myriam Bregman (PTS) por el Frente de Izquierda y de los Trabajadores, conquistando así una banca en la Cámara de Diputados del Congreso de la Nación Argentina. Giordano asumió su banca el 6 de diciembre de 2016, debido al acuerdo de bancas rotativas entre las fuerzas que integran el frente.
En el año 2015 se postuló como precandidato a vicepresidente junto a Jorge Altamira (Partido Obrero) en las internas del Frente de Izquierda y de los Trabajadores, siendo derrotados por la fórmula de Nicolás del Caño y Myriam Bregman del PTS. Fue legislador del FIT entre 2016 y 2017 en reemplazo de Myriam Bregman.
En mayo de 2017 lanzó su precandidatura para renovar su banca de Diputado Nacional por la provincia de Buenos Aires llamando a conformar listas de unidad del Frente de Izquierda para las primarias.
En diciembre de 2020 asumió nuevamente como legislador en reemplazo de Romina del Plá.
En 2021, en una sesión en la Cámara de Diputados de la Nación, definió a Israel como terrorista.